# Wahlkreis Groß-Gerau II
Der Wahlkreis Groß-Gerau II (Wahlkreis 48) ist ein Landtagswahlkreis in Hessen. Der Wahlkreis umfasst den südlichen Teil des Kreises Groß-Gerau mit den Städten und Gemeinden Biebesheim am Rhein, Büttelborn, Gernsheim, Groß-Gerau, Mörfelden-Walldorf, Riedstadt, Stockstadt am Rhein und Trebur.
Wahlberechtigt waren bei der letzten Landtagswahl 90.015 der rund 114.000 Einwohner. Vor der Landtagswahl 2008 wurde die Gemeinde Trebur neu in den Wahlkreis aufgenommen, dafür wurden die Städte Kelsterbach und Raunheim an den Wahlkreis Groß-Gerau I abgegeben.

## Wahl 2023
| Landtagswahl in Hessen 2023 – WK Groß-Gerau IIZweitstimmen %403020100 34,3 %17,7 %17,0 %14,4 %4,6 %3,9 %2,6 %1,7 %1,0 %2,8 % CDUAfDSPDGrüneFDPFWLinkeTierschutzPARTEISonst.Gewinne und Verlusteim Vergleich zu 2018 %p 10 8 6 4 2 0 −2 −4 −6+8,9 %p+4,7 %p−4,5 %p−5,2 %p−1,8 %p−0,3 %p−3,6 %p+0,5 %p+0,4 %p+0,9 %pCDUAfDSPDGrüneFDPFWLinkeTierschutzPARTEISonst. |

| Gegenstand der Nachweisung | Gegenstand der Nachweisung | Erst- stimmen | Erst- stimmen | Zweit- stimmen | Zweit- stimmen |
| Bewerber                   | Partei                     | Anzahl        | %             | Anzahl         | %              |
| -------------------------- | -------------------------- | ------------- | ------------- | -------------- | -------------- |
| Wahlberechtigte            | Wahlberechtigte            | 91.137        | 91.137        | 91.137         | 91.137         |
| Wähler                     | Wähler                     | 59.560        | 59.560        | 59.560         | 65,4           |
| Ungültige Stimmen          | Ungültige Stimmen          | 1.154         | 1,9           | 1.043          | 1,8            |
| Gültige Stimmen            | Gültige Stimmen            | 58.406        | 98,1          | 58.517         | 98,2           |
| davon                      |                            |               |               |                |                |
| Ines Claus                 | CDU                        | 20.868        | 35,7          | 20.100         | 34,3           |
| Nina Eisenhardt            | GRÜNE                      | 7.325         | 12,5          | 8.400          | 14,4           |
| Thomas Schell              | SPD                        | 12.803        | 21,9          | 9.972          | 17,0           |
| Ingeborg Horn-Posmyk       | AfD                        | 9.407         | 16,1          | 10.332         | 17,7           |
| Patrick Schütz             | FDP                        | 2.166         | 3,7           | 2.673          | 4,6            |
| Christiane Böhm            | Die Linke                  | 1.537         | 2,6           | 1.514          | 2,6            |
| Cosima Kinkel              | Freie Wähler               | 2.908         | 5,0           | 2.291          | 3,9            |
|                            | Tierschutzpartei           |               |               | 1.005          | 1,7            |
| Stefan Weiß                | Die PARTEI                 | 1.044         | 1,8           | 578            | 1,0            |
|                            | Piraten                    |               |               | 221            | 0,4            |
|                            | ÖDP                        | 91            | 0,2           |                |                |
|                            | P. f. schulm. Verjf.       | 40            | 0,1           |                |                |
|                            | V-Partei³                  | 194           | 0,3           |                |                |
|                            | PdH                        | 96            | 0,2           |                |                |
|                            | ABG                        | 110           | 0,2           |                |                |
|                            | APPD                       | 33            | 0,1           |                |                |
|                            | Basis                      | 259           | 0,4           |                |                |
| Tim Beyermann              | DKP                        | 186           | 0,3           | 124            | 0,2            |
|                            | DIE NEUE MITTE             |               |               | 25             | 0,0            |
|                            | Volt                       | 345           | 0,6           |                |                |
|                            | Klimaliste                 | 114           | 0,2           |                |                |
| Evelyne Schuchmann         | SGV                        | 162           | 0,3           |                |                |

## Wahl 2018
| Gegenstand der Nachweisung | Gegenstand der Nachweisung | Wahlkreis- stimmen | Wahlkreis- stimmen | Landes- stimmen | Landes- stimmen |
| Kreiswahlbewerber/in       | Partei                     | Anzahl             | %                  | Anzahl          | %               |
| -------------------------- | -------------------------- | ------------------ | ------------------ | --------------- | --------------- |
| Wahlberechtigte            | Wahlberechtigte            | 91.858             | 100,0              | 91.858          | 100,0           |
| Wähler                     | Wähler                     | 62.870             | 68,4               | 62.870          | 68,4            |
| Ungültige Stimmen          | Ungültige Stimmen          | 1.585              | 2,5                | 1.393           | 2,2             |
| Gültige Stimmen            | Gültige Stimmen            | 61.285             | 100,0              | 61.477          | 100,0           |
| davon                      |                            |                    |                    |                 |                 |
| Ines Claus                 | CDU                        | 16.438             | 26,8               | 15.613          | 25,4            |
| Gerald Kummer              | SPD                        | 16.091             | 26,3               | 13.190          | 21,5            |
| Nina Eisenhardt            | GRÜNE                      | 10.549             | 17,2               | 12.025          | 19,6            |
| Christiane Böhm            | DIE LINKE                  | 3.588              | 5,9                | 3.840           | 6,2             |
| Eva-Maria Finck-Hanebuth   | FDP                        | 3.545              | 5,8                | 3.931           | 6,4             |
| Irmgard Horesnyi           | AfD                        | 7.389              | 12,1               | 8.014           | 13,0            |
| –                          | PIRATEN                    | –                  | –                  | 261             | 0,4             |
| Timo Stöhr                 | FREIE WÄHLER               | 3.687              | 6,0                | 2.555           | 4,2             |
| –                          | NPD                        | –                  | –                  | 89              | 0,1             |
| –                          | Die PARTEI                 | –                  | –                  | 390             | 0,6             |
| –                          | ödp                        | –                  | –                  | 124             | 0,2             |
| –                          | Die Grauen                 | –                  | –                  | 144             | 0,2             |
| –                          | BüSo                       | –                  | –                  | 10              | 0,0             |
| –                          | AD-Demokraten              | –                  | –                  | 58              | 0,1             |
| –                          | Bündnis C                  | –                  | –                  | 57              | 0,1             |
| –                          | BGE                        | –                  | –                  | 50              | 0,1             |
| –                          | Die Violetten              | –                  | –                  | 67              | 0,1             |
| –                          | LKR                        | –                  | –                  | 42              | 0,1             |
| –                          | Menschliche Welt           | –                  | –                  | 39              | 0,1             |
| –                          | Die Humanisten             | –                  | –                  | 45              | 0,1             |
| –                          | Gesundheitsforschung       | –                  | –                  | 95              | 0,2             |
| –                          | Tierschutzpartei           | –                  | –                  | 762             | 1,2             |
| –                          | V-Partei³                  | –                  | –                  | 75              | 0,1             |

Neben der direkt gewählten Wahlkreisabgeordneten Ines Claus (CDU) wurden der SPD-Kandidatin Gerald Kummer, die Grünen-Kandidatin Nina Eisenhardt und die Linke-Kandidatin Christiane Böhm über die jeweilige Landesliste ihrer Partei gewählt.

## Wahl 2013
| Gegenstand der Nachweisung | Gegenstand der Nachweisung | Wahlkreis- stimmen | Wahlkreis- stimmen | Landes- stimmen | Landes- stimmen |
| Kreiswahlbewerber/in       | Partei                     | Anzahl             | %                  | Anzahl          | %               |
| -------------------------- | -------------------------- | ------------------ | ------------------ | --------------- | --------------- |
| Wahlberechtigte            | Wahlberechtigte            | 91.205             | 100,0              | 91.205          | 100,0           |
| Wähler                     | Wähler                     | 68.495             | 75,1               | 68.495          | 75,1            |
| Ungültige Stimmen          | Ungültige Stimmen          | 2.283              | 3,3                | 1.958           | 2,9             |
| Gültige Stimmen            | Gültige Stimmen            | 66.212             | 100,0              | 66.537          | 100,0           |
| davon                      |                            |                    |                    |                 |                 |
| Günter Schork              | CDU                        | 25.914             | 39,1               | 23.621          | 35,5            |
| Gerald Kummer              | SPD                        | 24.294             | 36,7               | 20.995          | 31,6            |
| Eva-Maria Finck-Hanebuth   | FDP                        | 1.442              | 2,2                | 2.778           | 4,2             |
| Ursula Hammann             | GRÜNE                      | 7.307              | 11,0               | 8.491           | 12,8            |
| Peter Ortler               | LINKE                      | 3.427              | 5,2                | 3.366           | 5,1             |
| Fritz Klink                | FREIE WÄHLER               | 1.881              | 2,8                | 948             | 1,4             |
| –                          | NPD                        | x                  | x                  | 698             | 1,0             |
| –                          | REP                        | x                  | x                  | 261             | 0,4             |
| Daniel Lang                | PIRATEN                    | 1.947              | 2,9                | 1.534           | 2,3             |
| –                          | BüSo                       | x                  | x                  | 34              | 0,1             |
| –                          | ADd                        | x                  | x                  | 457             | 0,7             |
| –                          | Die Grauen                 | x                  | x                  | 46              | 0,1             |
| –                          | AfD                        | x                  | x                  | 2.736           | 4,1             |
| –                          | AVIP                       | x                  | x                  | 76              | 0,1             |
| –                          | LUPe                       | x                  | x                  | 61              | 0,1             |
| –                          | ÖDP                        | x                  | x                  | 71              | 0,1             |
| –                          | Die PARTEI                 | x                  | x                  | 341             | 0,5             |
| –                          | PSG                        | x                  | x                  | 23              | 0,0             |

Neben Günter Schork als Gewinner des Direktmandats sind aus dem Wahlkreis noch Gerald Kummer und Ursula Hammann über die Landesliste in den Landtag eingezogen.

## Wahl 2009
| Gegenstand der Nachweisung | Gegenstand der Nachweisung | Wahlkreis- stimmen | Wahlkreis- stimmen | Landes- stimmen | Landes- stimmen |
| Bewerber                   | Partei                     | Anzahl             | %                  | Anzahl          | %               |
| -------------------------- | -------------------------- | ------------------ | ------------------ | --------------- | --------------- |
| Wahlberechtigte            | Wahlberechtigte            | 90.015             | 100,0              | 90.015          | 100,0           |
| Wähler                     | Wähler                     | 56.749             | 63,0               | 56.749          | 63,0            |
| Ungültige Stimmen          | Ungültige Stimmen          | 2.375              | 4,2                | 2.042           | 3,6             |
| Gültige Stimmen            | Gültige Stimmen            | 54.374             | 100,0              | 54.707          | 100,0           |
| davon                      |                            |                    |                    |                 |                 |
| Günter Schork              | CDU                        | 20.836             | 38,3               | 19.335          | 35,3            |
| Horst Gölzenleuchter       | SPD                        | 17.717             | 32,6               | 13.193          | 24,1            |
| Marcella Matthes           | FDP                        | 6.031              | 11,1               | 8.191           | 15,0            |
| Ursula Hammann             | GRÜNE                      | 7.105              | 13,1               | 8.755           | 16,0            |
| Konstantinos Papoutsakis   | LINKE                      | 2.685              | 04,9               | 2.982           | 05,5            |
| –                          | REP                        | –                  | –                  | 383             | 00,7            |
| –                          | FW                         | –                  | –                  | 888             | 01,6            |
| –                          | NPD                        | –                  | –                  | 485             | 00,9            |
| –                          | PIRATEN                    | –                  | –                  | 391             | 00,7            |
| –                          | BüSo                       | –                  | –                  | 104             | 00,2            |

## Wahl 2008
| Gegenstand der Nachweisung | Gegenstand der Nachweisung | Wahlkreis- stimmen | Wahlkreis- stimmen | Landes- stimmen | Landes- stimmen |
| Bewerber                   | Partei                     | Anzahl             | %                  | Anzahl          | %               |
| -------------------------- | -------------------------- | ------------------ | ------------------ | --------------- | --------------- |
| Wahlberechtigte            | Wahlberechtigte            | 89.537             | 100,0              | 89.537          | 100,0           |
| Wähler                     | Wähler                     | 59.020             | 65,9               | 59.020          | 65,9            |
| Ungültige Stimmen          | Ungültige Stimmen          | 1.817              | 3,1                | 1.512           | 2,6             |
| Gültige Stimmen            | Gültige Stimmen            | 57.203             | 100,0              | 57.508          | 100,0           |
| davon                      |                            |                    |                    |                 |                 |
| Günter Schork              | CDU                        | 19.861             | 34,7               | 19.558          | 34,0            |
| Carmen Everts              | SPD                        | 23.028             | 40,3               | 22.415          | 39,0            |
| Ursula Hammann             | GRÜNE                      | 5.530              | 09,7               | 5.104           | 08,9            |
| Marcella Matthes           | FDP                        | 3.609              | 06,3               | 4.463           | 07,8            |
| Andreas König              | REP                        | 1.204              | 02,1               | 715             | 01,2            |
| –                          | Tierschutzpartei           | –                  | –                  | 402             | 00,7            |
| –                          | BüSo                       | –                  | –                  | 20              | 0,0             |
| –                          | PSG                        | –                  | –                  | 23              | 0,0             |
| –                          | Volksabstimmung            | –                  | –                  | 71              | 00,1            |
| –                          | GRAUE                      | –                  | –                  | 131             | 00,2            |
| Konstantinos Papoutsakis   | LINKE                      | 2.078              | 03,6               | 2.765           | 04,8            |
| –                          | Die Violetten              | –                  | –                  | 78              | 00,1            |
| –                          | FAMILIE                    | –                  | –                  | 183             | 00,3            |
| Helmut Kinkel              | FW                         | 1.893              | 03,3               | 981             | 01,7            |
| –                          | NPD                        | –                  | –                  | 391             | 00,7            |
| –                          | PIRATEN                    | –                  | –                  | 179             | 00,3            |
| –                          | UB                         | –                  | –                  | 29              | 00,1            |

## Wahl 2003
| Gegenstand der Nachweisung | Gegenstand der Nachweisung | Wahlkreis- stimmen | Wahlkreis- stimmen | Landes- stimmen | Landes- stimmen |
| Bewerber                   | Partei                     | Anzahl             | %                  | Anzahl          | %               |
| -------------------------- | -------------------------- | ------------------ | ------------------ | --------------- | --------------- |
| Wahlberechtigte            | Wahlberechtigte            | 94.117             | 100,0              | 94.117          | 100,0           |
| Wähler                     | Wähler                     | 61.095             | 64,9               | 61.095          | 64,9            |
| Ungültige Stimmen          | Ungültige Stimmen          | 2.026              | 3,3                | 1.487           | 2,4             |
| Gültige Stimmen            | Gültige Stimmen            | 59.069             | 100,0              | 59.608          | 100,0           |
| davon                      |                            |                    |                    |                 |                 |
| Rudolf Haselbach           | CDU                        | 26.457             | 44,8               | 25.594          | 42,9            |
| Jürgen May                 | SPD                        | 21.745             | 36,8               | 18.578          | 31,2            |
| Ursula Hammann             | GRÜNE                      | 7.152              | 12,1               | 7.437           | 12,5            |
| Jörg Peters                | FDP                        | 3.127              | 05,3               | 4.022           | 06,7            |
| –                          | REP                        | –                  | –                  | 1.111           | 1,9             |
| –                          | Die Tierschutzpartei       | –                  | –                  | 502             | 0,8             |
| –                          | DIE FRAUEN                 | –                  | –                  | 191             | 0,3             |
| Norbert Lohneis            | PBC                        | 588                | 01,0               | 196             | 00,3            |
| –                          | DKP                        | –                  | –                  | 303             | 0,5             |
| –                          | ödp                        | –                  | –                  | 46              | 0,1             |
| –                          | BüSo                       | –                  | –                  | 30              | 0,1             |
| –                          | FAG Hessen                 | –                  | –                  | 1.304           | 2,2             |
| –                          | PSG                        | –                  | –                  | 33              | 0,1             |
| –                          | Schill                     | –                  | –                  | 261             | 0,4             |

## Wahl 1999
|                   | Partei               | Wahlkreis- stimmen | Wahlkreis- stimmen | Landes- stimmen | Landes- stimmen |
| Anzahl            | Partei               | %                  | Anzahl             | %               |                 |
| ----------------- | -------------------- | ------------------ | ------------------ | --------------- | --------------- |
| Wahlberechtigte   | Wahlberechtigte      | 91.339             | 100,0              | 91.339          | 100,0           |
| Wähler            | Wähler               | 60.642             | 66,4               | 60.642          | 66,4            |
| Ungültige Stimmen | Ungültige Stimmen    | 1.378              | 2,3                | 1.019           | 1,7             |
| Gültige Stimmen   | Gültige Stimmen      | 59.264             | 100,0              | 59.623          | 100,0           |
| davon             |                      |                    |                    |                 |                 |
| Rudolf Haselbach  | CDU                  | 22.421             | 37,8               | 22.123          | 37,1            |
| Jürgen May        | SPD                  | 26.887             | 45,7               | 25.293          | 42,4            |
| Ursula Hammann    | GRÜNE                | 5.687              | 9,6                | 6.334           | 10,6            |
| ?                 | F.D.P.               | 1.626              | 2,7                | 2.588           | 4,3             |
| ?                 | REP                  | 1.924              | 3,2                | 1.844           | 3,1             |
| –                 | Die Tierschutzpartei | –                  | –                  | 321             | 0,5             |
| –                 | DIE FRAUEN           | –                  | –                  | 175             | 0,3             |
| –                 | PASS                 | –                  | –                  | 28              | 0,1             |
| ?                 | DKP                  | 300                | 0,5                | 229             | 0,4             |
| –                 | BüSo                 | –                  | –                  | 11              | 0,0             |
| –                 | FWG                  | –                  | –                  | 197             | 0,3             |
| –                 | PBC                  | –                  | –                  | 84              | 0,1             |
| –                 | DHP                  | –                  | –                  | 11              | 0,0             |
| ?                 | NATURGESETZ          | 214                | 0,4                | 112             | 0,2             |
| –                 | ödp                  | –                  | –                  | 30              | 0,1             |
| –                 | NPD                  | –                  | –                  | 67              | 0,1             |
| ?                 | BFB-Die Offensive    | 205                | 0,3                | 176             | 0,3             |

## Wahl 1995
| Gegenstand der Nachweisung | Gegenstand der Nachweisung | Wahlkreis- stimmen | Wahlkreis- stimmen | Landes- stimmen | Landes- stimmen |
| Bewerber                   | Partei                     | Anzahl             | %                  | Anzahl          | %               |
| -------------------------- | -------------------------- | ------------------ | ------------------ | --------------- | --------------- |
| Wahlberechtigte            | Wahlberechtigte            | 90.645             | 100,0              | 90.645          | 100,0           |
| Wähler                     | Wähler                     | 61.387             | 67,7               | 61.387          | 67,7            |
| Ungültige Stimmen          | Ungültige Stimmen          | 1.982              | 3,2                | 1.539           | 2,5             |
| Gültige Stimmen            | Gültige Stimmen            | 59.405             | 100,0              | 59.845          | 100,0           |
| davon                      |                            |                    |                    |                 |                 |
| Jürgen May                 | SPD                        | 27.796             | 46,8               | 26.323          | 44,0            |
| ?                          | CDU                        | 21.091             | 35,5               | 20.111          | 33,6            |
| Ursula Hammann             | GRÜNE                      | 7.237              | 12,2               | 7.630           | 12,7            |
| ?                          | F.D.P.                     | 2.050              | 3,5                | 3.346           | 5,6             |
| –                          | ÖDP                        | –                  | –                  | 88              | 0,1             |
| –                          | GRAUE                      | –                  | –                  | 236             | 0,4             |
| –                          | REP                        | –                  | –                  | 978             | 1,6             |
| –                          | Solidarität                | –                  | –                  | 7               | 0,0             |
| –                          | APD                        | –                  | –                  | 162             | 0,3             |
| ?                          | DKP                        | 395                | 0,7                | 199             | 0,3             |
| –                          | NPD                        | –                  | –                  | 86              | 0,1             |
| –                          | DHP                        | –                  | –                  | 13              | 0,0             |
| –                          | f.NEP                      | –                  | –                  | 93              | 0,2             |
| ?                          | NATURGESETZ                | 338                | 0,6                | 173             | 0,3             |
| –                          | BFB                        | –                  | –                  | 96              | 0,2             |
| –                          | PBC                        | –                  | –                  | 92              | 0,2             |
| ?                          | STATT Partei               | 385                | 0,6                | 215             | 0,4             |
| Kraus                      | Einzelkandidat             | 113                | 0,2                | –               | –               |

## Wahl 1991
| Gegenstand der Nachweisung | Gegenstand der Nachweisung | Wahlkreis- stimmen | Wahlkreis- stimmen | Landes- stimmen | Landes- stimmen |
| Bewerber                   | Partei                     | Anzahl             | %                  | Anzahl          | %               |
| -------------------------- | -------------------------- | ------------------ | ------------------ | --------------- | --------------- |
| Wahlberechtigte            | Wahlberechtigte            | 90.093             | 100,0              | 90.093          | 100,0           |
| Wähler                     | Wähler                     | 64.113             | 71,2               | 64.113          | 71,7            |
| Ungültige Stimmen          | Ungültige Stimmen          | 1.753              | 2,7                | 1.137           | 1,8             |
| Gültige Stimmen            | Gültige Stimmen            | 62.360             | 100,0              | 62.976          | 100,0           |
| davon                      |                            |                    |                    |                 |                 |
| ?                          | CDU                        | 22.695             | 36,4               | 22.277          | 35,4            |
| Jürgen May                 | SPD                        | 30.352             | 48,7               | 28.841          | 45,8            |
| ?                          | GRÜNE                      | 5.465              | 8,8                | 6.315           | 10,0            |
| ?                          | F.D.P.                     | 3.019              | 4,8                | 3.744           | 5,9             |
| –                          | REP                        | –                  | –                  | 1.028           | 1,6             |
| ?                          | DIE GRAUEN                 | 829                | 1,3                | 528             | 0,8             |
| –                          | ÖDP                        | –                  | –                  | 132             | 0,2             |
| –                          | PBC                        | –                  | –                  | 111             | 0,2             |

## Wahl 1987
|                   | Partei            | Anzahl | %     |
| ----------------- | ----------------- | ------ | ----- |
| Wahlberechtigte   | Wahlberechtigte   | 87.338 | 100,0 |
| Wähler            | Wähler            | 70.963 | 81,3  |
| Ungültige Stimmen | Ungültige Stimmen | 752    | 1,1   |
| Gültige Stimmen   | Gültige Stimmen   | 70.211 | 100,0 |
| davon             |                   |        |       |
| Erwin Lang        | SPD               | 30.533 | 43,5  |
| Georg Sturmowski  | CDU               | 26.551 | 37,8  |
| ?                 | F.D.P.            | 4.201  | 6,0   |
| ?                 | GRÜNE             | 8.389  | 11,9  |
| ?                 | DKP               | 292    | 0,4   |
| ?                 | ÖDP               | 245    | 0,3   |

## Wahl 1983
|                   | Partei            | Anzahl | %     |
| ----------------- | ----------------- | ------ | ----- |
| Wahlberechtigte   | Wahlberechtigte   | 85.117 | 100,0 |
| Wähler            | Wähler            | 72.464 | 85,1  |
| Ungültige Stimmen | Ungültige Stimmen | 808    | 1,1   |
| Gültige Stimmen   | Gültige Stimmen   | 71.656 | 100,0 |
| davon             |                   |        |       |
| Georg Sturmowski  | CDU               | 25.925 | 36,2  |
| Erwin Lang        | SPD               | 33.835 | 47,2  |
| Dirk Treber       | GRÜNE             | 7.302  | 10,2  |
| Eberhard Jeuthe   | F.D.P.            | 3.793  | 5,3   |
| Rudi Hechler      | DKP               | 305    | 0,4   |
| Werner Schmidt    | LD                | 357    | 0,5   |
| Volker Herbert    | DS                | 139    | 0,2   |

## Bisherige Wahlkreissieger
Direkt gewählte Abgeordnete des Wahlkreises Groß-Gerau II waren:
| Jahr | Direktkandidat | Partei | Stimmen in % |
| ---- | -------------- | ------ | ------------ |
| 2023 | Ines Claus     | CDU    | 35,7         |
| 2018 | Ines Claus     | CDU    | 26,8         |
| 2013 | Günter Schork  | CDU    | 39,1         |
| 2009 | Günter Schork  | CDU    | 38,3         |
| 2008 | Carmen Everts  | SPD    | 40,3         |
| 2003 | Rudi Haselbach | CDU    | 44,8         |
| 1999 | Jürgen May     | SPD    | 45,4         |
| 1995 | Jürgen May     | SPD    | 46,8         |
| 1991 | Jürgen May     | SPD    | 48,7         |
| 1987 | Erwin Lang     | SPD    | 43,5         |
| 1983 | Erwin Lang     | SPD    | 47,2         |